# Santa Maria di Grottaferrata

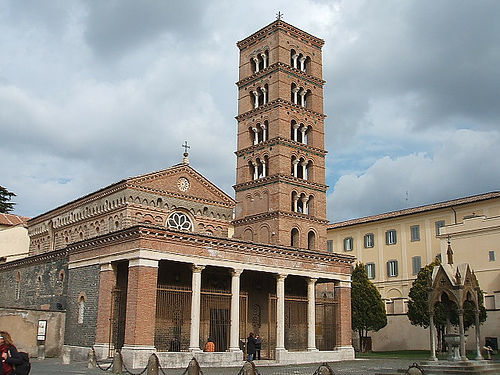
Abteikirche

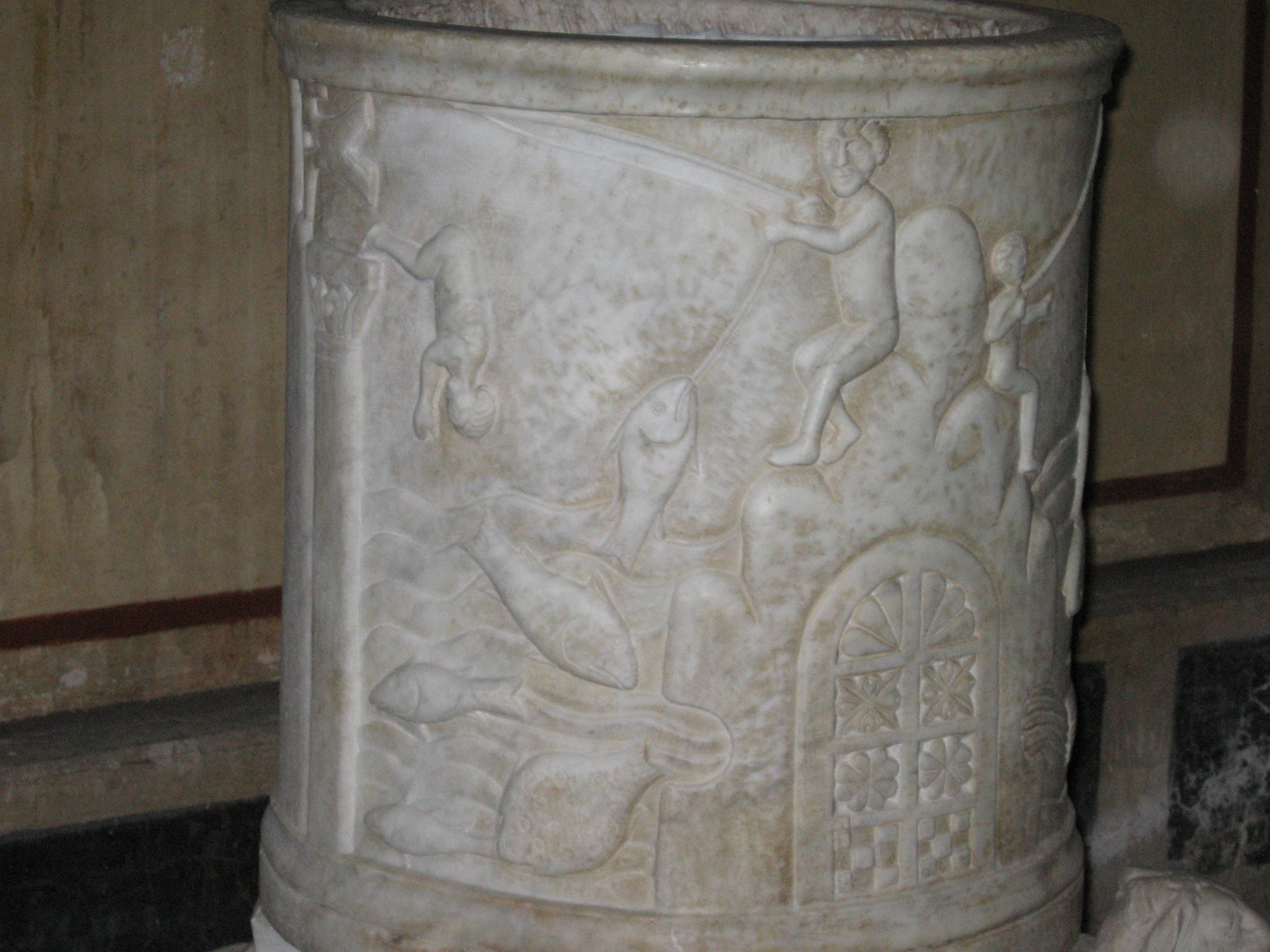
Taufstein in der Kirche

Santa Maria in Grottaferrata (lat. Abbatia Territorialis Beatae Mariae Cryptaeferratae) ist eine italo-griechische Territorialabtei des Byzantinischen Ritus innerhalb der römisch-katholischen Kirche. Das Kloster liegt in den Albaner Bergen, 20 Kilometer südlich von Rom in der Stadt Grottaferrata bei Frascati zwischen den Hügeln von Tusculum, Rocca di Papa und Castel Gandolfo.

## Geschichte
Das Kloster wurde im Jahre 1004, also noch vor dem morgenländischen Schisma im 11. Jahrhundert, gegründet. Gründer und erster Abt war der heilige Nilus von Rossano, ein Grieche aus dem damals noch unter byzantinischer Herrschaft stehenden Kalabrien. Da Nilus bald nach der Gründung starb, führte Bartholomäus, der ebenfalls aus Rossano stammte, den Klosterbau fort. Am Ort der Klostergründung standen Ruinen einer römischen Villa und zwischen ihnen befand sich ein niedriges Gebäude, das opus quadratum, das schon zu Zeiten der römischen Republik als Begräbnisstätte genutzt worden war und im 5. Jahrhundert in eine Kapelle umgewandelt wurde. Wegen der Eisengitter an den Fenstern wurde diese auch Crypta ferrata (später Grottaferrata, „mit Eisen beschlagene Krypta“) genannt.
Nilus und seine Gefährten lebten nach der Art ostkirchlicher Mönche. Die Regel (Typikon) von Grottaferrata legte 1299/1300 Abt Biagio II nieder. Die Mönche feierten die Liturgie nach dem byzantinischen Ritus gemäß den Bräuchen des Studionklosters in Konstantinopel und des Patirions bei Rossano. Nach der Kirchenspaltung blieb das Kloster dem Papst unterstellt und erlebte ab dem 14. Jh. eine Latinisierung in Ritus und monastischer Lebensform. Unter Papst Leo XIII. erfolgte 1881 eine grundlegende Reform unter Vermischung eigener Traditionen und neuzeitlicher griechischer Consuetudines, auch der Einbau einer Art Ikonostase in den barock gestalteten Innenraum der Klosterkirche. Seit 1994 bemüht sich die Klostergemeinschaft um eine Erneuerung des Gottesdienstes gemäß italo-byzantinischen Traditionen und mit Betonung ihrer Eigenständigkeit gegenüber den italo-albanischen Diözesen in Süditalien. Nach eigenem Verständnis legt das Kloster auf diese Weise seit 1000 Jahren „Zeugnis von der Einheit der Kirche ab. Es ist ein Ort der Begegnung zwischen der lateinischen West- und der griechisch-orthodoxen Ostkirche.“
In der Vorhalle der Klosterkirche befindet sich ein mittelalterlicher Taufstein, der einen unbekleidet ins Wasser springenden Mann zeigt – eine Darstellung, die dem berühmten Taucher von Paestum gleicht – und einen Angler. Aufgegriffen wird hier die urchristliche Symbolik des Menschenfischers. Ein Mensch steigt in das Wasser, um sich taufen zu lassen. Er wird von einem anderen Menschen als Fisch aus der Tiefe geholt.

## Organisation
Die Territorialabtei Santa Maria di Grottaferrata ist mit den ebenfalls byzantinischen italo-albanischen Eparchien Piana degli Albanesi und Lungro in einem Konferenzverband zusammengeschlossen. Im Jahr 2004 hielten die drei Jurisdiktionsbezirke in der Basilika von Grottaferrata ihre zweite gemeinsame Synode ab; die erste hatte 1940 am selben Ort stattgefunden.
Die Territorialabtei wird geführt von einem Archimandriten; das Kloster selbst von einem Hegumen (gleichgesetzt einem Abt in der römisch-katholischen Kirche). Papst Franziskus bestellte 2013 den Bischof von Albano, Marcello Semeraro, zum Apostolischen Administrator ad nutum Sanctae Sedis der Abtei Santa Maria di Grottaferrata. Hegumen war von 2013 bis 2016 Michel Van Parys OSB.

## Archimandrit der Territorialabtei Santa Maria di Grottaferrata
- 1938–1960: Isidoro Croce
- 1960–1972: Teodoro Minisci
- 1973–1994: Paolo Giannini
- 1994–2000: Marco Petta
- 2000–2013: Emiliano Fabbricatore
- seit 2013: Marcello Kardinal Semeraro (Apostolischer Administrator)

## Hegumen (Abt) von Santa Maria di Grottaferrata
- 1004: St. Nilus von Rossano
- 1004–1006: Paolo I.
- 1006–1037: Cirillo
- 1037–1054: Bartholomäus
- 1869–1879: Nicola Contieri
- 1879–1882: Giuseppe Cozza-Luzi
- 1882–1915: Arsenio Pellegrini
- 1921–1929: Romano Capasso
- 1938–1960: Isidoro Croce
- 1960–1972: Teodoro Minisci
- 1972–1992: Paolo Giannini
- 1994–2000: Marco Petta
- 2000–2013: Emiliano Fabbricatore
- 2013–2016: Michel Van Parys OSB
- seit 2021: Francesco De Feo